# أوسيليو (إيطاليا)
اوسيليو هي كومونا في مدينة تورينو في المنطقة الإيطالية بيدمونت ، وتقع على بعد حوالي 40 كيلومتر (25 ميل) شمال غرب تورينو وتقع على الحدود مع فرنسا وتحدها البلديات التالية: بالمه و بيسان (فرنسا) و بروزولو وبوسولينو وشيانوكو و كندوف وليمي و مومبانتيرو ونوفالسا .

## ماذا تفعل
اوسيليو تستضيف ملعب غولف مصغر الوحيد المكون من 18 حفرة في المنطقة مع إضاءة ليلية وطاولات تنس الطاولة . 